# 브래드퍼드이스트 (영국 의회 선거구)
브래드퍼드이스트 (Bradford East)은 영국 의회의 하원에서 지역을 대표하는 웨스트요크셔주의 선거구이다. 2011년부터 노동당의 임란 후세인 의원이 지역구 의원을 맡고 있다. 선거비용보전과 선관위원 유형 면에서는 자치구 선거구로 분류된다.

## 역사
1885년부터 1974년까지 설치되었던 선거구로, 이후에 폐지되었다가 2007년~2009년 잉글랜드 구획위원회의 웨스트요크셔주 선거구 획정심의에서 브레드퍼드노스 지역구를 폐지하고 브래드퍼드이스트 지역구를 부활시킴에 따라 2010년 총선부터 신설되었다.

## 경계

### 행정구역 경계
1847년 도시자치구로 신설된 브래드퍼드는 브래드퍼드, 허턴, 매닝엄 교구를 관할하였다. 1888년 지방정부법 시행으로 주자치구 (county borough)가 되었으며, 1897년에는 서면특허로 시급 지위가 부여되었다. 1882년 앨러턴, 볼턴 언더클리프, 볼링, 히턴, 손베리, 티버설을 합병하였으며, 1899년에는 벌리, 에클실, 이들, 손턴, 텅, 와이크를 추가하며 북쪽으로 확장되었다. 1930년에는 클레이턴을 편입하였다.
1974년 지방정부법 개정으로 카일리구, 발리던, 빙글리, 던홈, 컬링워스, 이클리, 시플리, 실스던 도시구, 퀸스베리 쉴프 도시구 일부, 스킵턴 지방구와 합병되었다.

### 지역구 경계
1885–1918년: 웨스트라이딩오브요크셔의 브래드퍼드 도시자치구는 1885년 총선부터 3개의 지역구로 나뉘었다. 브레드퍼드이스트는 동쪽 지역을 관할하였으며 지도상에서 직사각형 모양을 띄었다. 브래드퍼드무어, 이스트, 이스트볼링, 사우스, 웨스트볼링 선거지역을 관할했다. 동쪽으로는 펏지, 남쪽으로 엘런드, 서쪽으로 브래드퍼드센트럴, 북쪽으로 시플리와 접했다.
1918–1950년: 브래드퍼드시 남동쪽 지역을 관할하였으며, 브래드퍼드무어, 이스트볼링, 텅, 웨스트볼링 선거지역을 관할하였다.
1950–1955년: 브래드퍼드사우스 지역구 일부를 편입하여 남서쪽으로 확장되었다. 이와 동시에 이스트 지역구에 속했던 브래드퍼드무어 일대는 브래드퍼드센트럴 지역구로 넘어갔다. 이스트볼링, 리틀허튼, 노스벌리이스트, 텅, 웨스트볼링 선거지역을 관할하였다.
1955–1974년: 1955년 선거구 획정심의 결과, 이스트 지역구의 서쪽 지역을 분리하고 북쪽 지역을 편입하였다. 노스벌리이스트, 웨스트볼링 선거지역이 브래드퍼드사우스 지역구로 넘어갔다. 결과적으로 이스트볼링, 익스체인지, 리스터힐스, 리틀호튼, 사우스, 텅을 관할하였다.
1974년 총선부터 이스트 지역구가 폐지되면서 볼링 일대는 브래드퍼드노스 지역구로, 텅은 브래드퍼드사우스 지역구로, 리틀호튼은 브래드퍼드웨스트로 넘어갔다.
2010년~: 브래드퍼드노스 지역구를 대체하는 지역구로서 신설되었다. 당시 선거구 획정심의 보고서는 다음과 같이 권고하였다.
"5. 보조위원은 브래드퍼드이스트라는 대체 명칭을 고려해달라고도 요청받았다고 보고하였다. ... 별다른 가치가 없다고 판단, ... 수많은 대체 명칭을 반려하였다. 또한 브래드노스라는 명칭이 유지되어야 한다는 건의서도 반려하였다..."
현재 브래드퍼드이스트에 속하는 선거지역은 볼턴 언더클리프, 볼링 바커렌드, 브래드퍼드무어, 에클실, 이들 새클리, 리틀호턴으로 모두 브래드퍼드시 내에 속해 있다.

## 국회의원

### 1885년~1974년
| 선거 | 선거   | 의원                   | 정당             |
| ---- | ------ | ---------------------- | ---------------- |
|      | 1885년 | 앵거스 홀든 경         | 자유당           |
|      | 1886년 | 헨리 바이런 리드       | 보수당           |
|      | 1892년 | 윌리어 스프로스턴 케인 | 자유당           |
|      | 1895년 | 헨리 바이런 리드       | 보수당           |
|      | 1896년 | 로널드 그레빌          | 보수당           |
|      | 1906년 | 윌리엄 플라이스틀리    | 자유당           |
|      | 1918년 | 찰스 에드거 루즈비     | 국가민주노동연합 |
|      | 1922년 | 프레드 조웻            | 노동당           |
|      | 1924년 | 토머스 펜비            | 자유당           |
|      | 1929년 | 프레드 조웻            | 노동당           |
|      | 1931년 | 조셉 헤프워스          | 보수당           |
|      | 1945년 | 프랭크 맥레비          | 노동당           |
|      | 1966년 | 에드워드 라이언스      | 노동당           |
|      | 1974년 | 선거구 폐지            | 선거구 폐지      |

### 2010년~
| 선거 | 선거        | 의원          | 정당       |
| ---- | ----------- | ------------- | ---------- |
|      | 2010년      | 데이비드 워드 | 자유민주당 |
|      | 2013년 7월  | 데이비드 워드 | 무소속     |
|      | 2013년 10월 | 데이비드 워드 | 자유민주당 |
|      | 2015년      | 임란 후세인   | 노동당     |

## 선거
| 선거                                      | 선거 결과 | 선거 결과                                              | 후보                | 후보                           | 정당       | 득표   | %     | ±%    |
| ----------------------------------------- | --------- | ------------------------------------------------------ | ------------------- | ------------------------------ | ---------- | ------ | ----- | ----- |
| 2019년 총선 투표수: 36,903 (56.5%) (-4.1) |           | 노동당 유지 과반 득표: 3,571 (9.7%) -30.1 -27.1% 선회  |                     | 임란 후세인                    | 노동당     | 27,825 | 63.0  | -2.4  |
| 2019년 총선 투표수: 36,903 (56.5%) (-4.1) |           | 노동당 유지 과반 득표: 3,571 (9.7%) -30.1 -27.1% 선회  | 린든 켐케이런       | 보수당                         | 9,681      | 2.19   | +1.5  |       |
| 2019년 총선 투표수: 36,903 (56.5%) (-4.1) |           | 노동당 유지 과반 득표: 3,571 (9.7%) -30.1 -27.1% 선회  | 제네트 선덜랜드     | 자유민주당                     | 2,700      | 7.5    | +5.7  |       |
| 2019년 총선 투표수: 36,903 (56.5%) (-4.1) |           | 노동당 유지 과반 득표: 3,571 (9.7%) -30.1 -27.1% 선회  | 조너선 배러스       | 브렉시트당                     | 2,700      | 6.1    | 신인  |       |
| 2019년 총선 투표수: 36,903 (56.5%) (-4.1) |           | 노동당 유지 과반 득표: 3,571 (9.7%) -30.1 -27.1% 선회  | 앤디 스탠퍼드       | 녹색당                         | 662        | 1.5    | +0.9  |       |
| 2017년 총선 투표수: 45,622 (64.8%) (+2.2) |           | 노동당 유지 과반 득표: 20,540 (45.0%) +27.9 +4.8% 선회 |                     | 임란 후세인                    | 노동당     | 29,831 | 65.4  | +18.8 |
| 2017년 총선 투표수: 45,622 (64.8%) (+2.2) |           | 노동당 유지 과반 득표: 20,540 (45.0%) +27.9 +4.8% 선회 | 마크 트래퍼드       | 보수당                         | 9,291      | 20.4   | +9.1  |       |
| 2017년 총선 투표수: 45,622 (64.8%) (+2.2) |           | 노동당 유지 과반 득표: 20,540 (45.0%) +27.9 +4.8% 선회 | 데이비드 워드       | 무소속                         | 3,576      | 7.8    | 신인  |       |
| 2017년 총선 투표수: 45,622 (64.8%) (+2.2) |           | 노동당 유지 과반 득표: 20,540 (45.0%) +27.9 +4.8% 선회 | 조너선 배러스       | 영국 독립당                    | 1,372      | 3.0    | -6.9  |       |
| 2017년 총선 투표수: 45,622 (64.8%) (+2.2) |           | 노동당 유지 과반 득표: 20,540 (45.0%) +27.9 +4.8% 선회 | 마크 주얼           | 자유민주당                     | 843        | 1.8    | -27.7 |       |
| 2017년 총선 투표수: 45,622 (64.8%) (+2.2) |           | 노동당 유지 과반 득표: 20,540 (45.0%) +27.9 +4.8% 선회 | 폴 파킨스           | 더 나은 브래드퍼드             | 420        | 0.9    | 신인  |       |
| 2017년 총선 투표수: 45,622 (64.8%) (+2.2) |           | 노동당 유지 과반 득표: 20,540 (45.0%) +27.9 +4.8% 선회 | 앤디 스탠퍼드       | 녹색당                         | 289        | 0.6    | -1.5  |       |
| 2015년 총선 투표수: 41,406 (62.6%) (+0.5) |           | 노동당 승리 과반 득표: 7,084 (17.1%) +9.0% 선회        |                     | 임란 후세인                    | 노동당     | 19,312 | 46.6  | +13.8 |
| 2015년 총선 투표수: 41,406 (62.6%) (+0.5) |           | 노동당 승리 과반 득표: 7,084 (17.1%) +9.0% 선회        | 데이비드 워드       | 자유민주당                     | 12,228     | 29.5   | -4.2  |       |
| 2015년 총선 투표수: 41,406 (62.6%) (+0.5) |           | 노동당 승리 과반 득표: 7,084 (17.1%) +9.0% 선회        | 이프티카르 아흐메드 | 보수당                         | 4,682      | 11.3   | -15.5 |       |
| 2015년 총선 투표수: 41,406 (62.6%) (+0.5) |           | 노동당 승리 과반 득표: 7,084 (17.1%) +9.0% 선회        | 오와이스 라지푸트   | 영국 독립당                    | 4,103      | 9.9    | 신인  |       |
| 2015년 총선 투표수: 41,406 (62.6%) (+0.5) |           | 노동당 승리 과반 득표: 7,084 (17.1%) +9.0% 선회        | 데이비드 스티븐스   | 녹색당                         | 871        | 2.1    | 신인  |       |
| 2015년 총선 투표수: 41,406 (62.6%) (+0.5) |           | 노동당 승리 과반 득표: 7,084 (17.1%) +9.0% 선회        | 제임스 루스웨이트   | 틀:정당색/영국을 확인해 주세요 | 210        | 0.5    | 신인  |       |
| 2010년 총선 투표수: 40,457 (62.1%) (+8.0) |           | 자유민주당 승리 과반 득표: 365 (0.9%) +7.6% 선회       |                     | 데이비드 워드                  | 자유민주당 | 13,637 | 33.7  | +3.9  |
| 2010년 총선 투표수: 40,457 (62.1%) (+8.0) |           | 자유민주당 승리 과반 득표: 365 (0.9%) +7.6% 선회       | 테리 루니           | 노동당                         | 13,272     | 32.8   | -11.3 |       |
| 2010년 총선 투표수: 40,457 (62.1%) (+8.0) |           | 자유민주당 승리 과반 득표: 365 (0.9%) +7.6% 선회       | 모하메드 리어즈     | 보수당                         | 10,860     | 26.8   | +9.4  |       |
| 2010년 총선 투표수: 40,457 (62.1%) (+8.0) |           | 자유민주당 승리 과반 득표: 365 (0.9%) +7.6% 선회       | 네빌 포인튼         | 브리튼 국민당                  | 1,854      | 4.6    | -1.0  |       |
| 2010년 총선 투표수: 40,457 (62.1%) (+8.0) |           | 자유민주당 승리 과반 득표: 365 (0.9%) +7.6% 선회       | 라자 후세인         | 무소속                         | 375        | 0.9    | 신인  |       |
| 2010년 총선 투표수: 40,457 (62.1%) (+8.0) |           | 자유민주당 승리 과반 득표: 365 (0.9%) +7.6% 선회       | 피터 실즈           | 무소속                         | 237        | 0.6    | 신인  |       |
| 2010년 총선 투표수: 40,457 (62.1%) (+8.0) |           | 자유민주당 승리 과반 득표: 365 (0.9%) +7.6% 선회       | 게리 로빈슨         | 국민전선                       | 222        | 0.5    | 신인  |       |

### 1885~1974년
| 선거                                | 선거 결과 | 선거 결과                              | 후보            | 후보              | 정당   | 득표   | %     | ±% |
| ----------------------------------- | --------- | -------------------------------------- | --------------- | ----------------- | ------ | ------ | ----- | -- |
| 1970년 총선 투표수: 26,214 (64.75%) |           | 노동당 유지 과반 득표: 9,138 (34.86%)  |                 | 에드워드 라이언스 | 노동당 | 17,346 | 66.17 |    |
| 1970년 총선 투표수: 26,214 (64.75%) |           | 노동당 유지 과반 득표: 9,138 (34.86%)  | 크리스토퍼 J 바 | 보수당            | 8,208  | 31.31  |       |    |
| 1970년 총선 투표수: 26,214 (64.75%) |           | 노동당 유지 과반 득표: 9,138 (34.86%)  | 굴람 무사       | 자유당            | 660    | 2.52   |       |    |
| 1966년 총선 투표수: 26,526 (65.12%) |           | 노동당 유지 과반 득표: 10,344 (39.00%) |                 | 에드워드 라이언스 | 노동당 | 18,435 | 69.50 |    |
| 1966년 총선 투표수: 26,526 (65.12%) |           | 노동당 유지 과반 득표: 10,344 (39.00%) | 헨리 시슬링     | 보수-국민자유당   | 8,091  | 30.50  |       |    |
| 1964년 총선 투표수: 29,020 (66.84%) |           | 노동당 유지 과반 득표: 6,870 (23.68%)  |                 | 프랭크 맥리비     | 노동당 | 17,945 | 61.84 |    |
| 1964년 총선 투표수: 29,020 (66.84%) |           | 노동당 유지 과반 득표: 6,870 (23.68%)  | D 트레버 루이스 | 보수-국민자유당   | 11,075 | 38.16  |       |    |

## 같이 보기
- 웨스트요크셔주의 의회 선거구 목록